# Casa della Statuetta Indiana

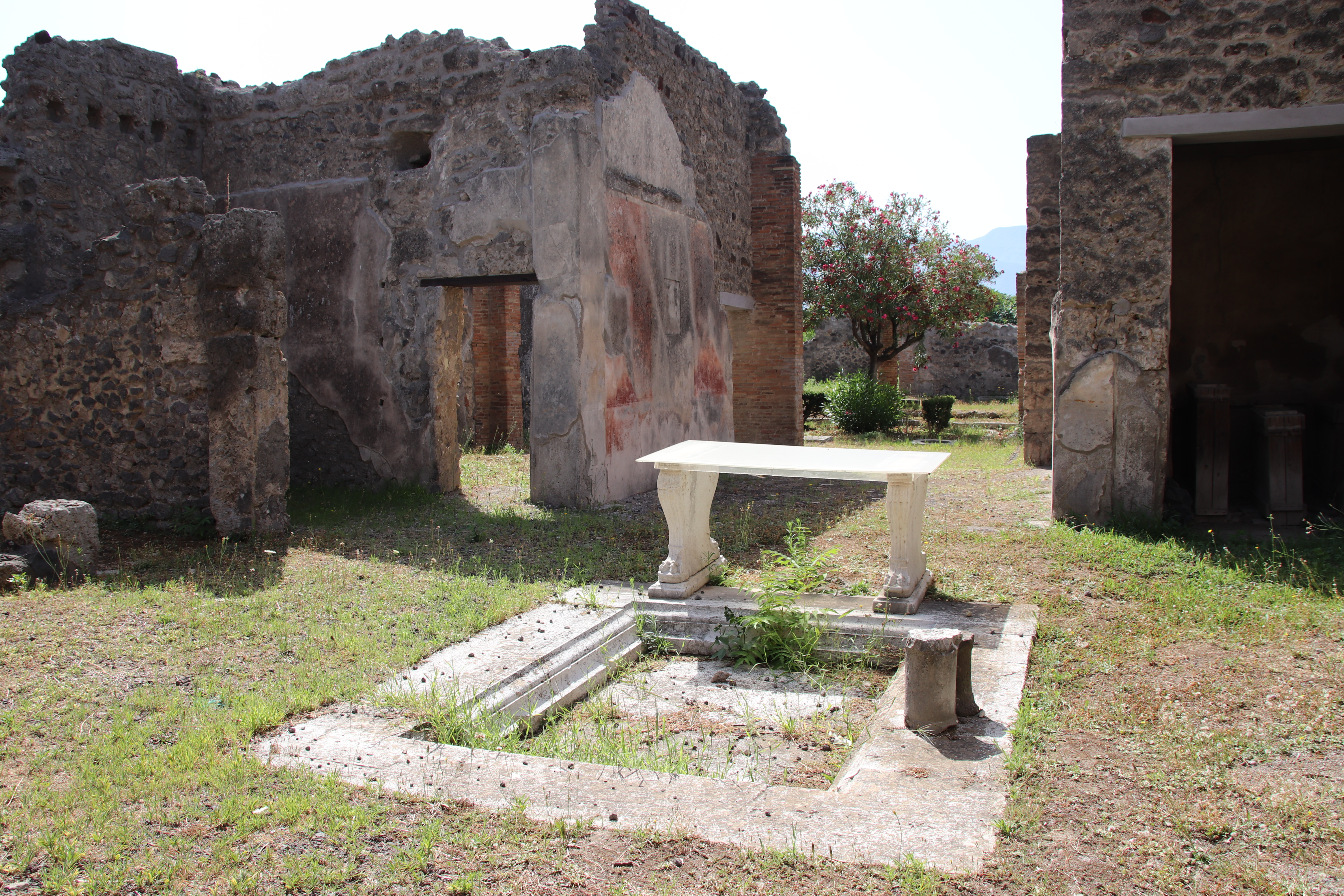
Blick auf das Atrium

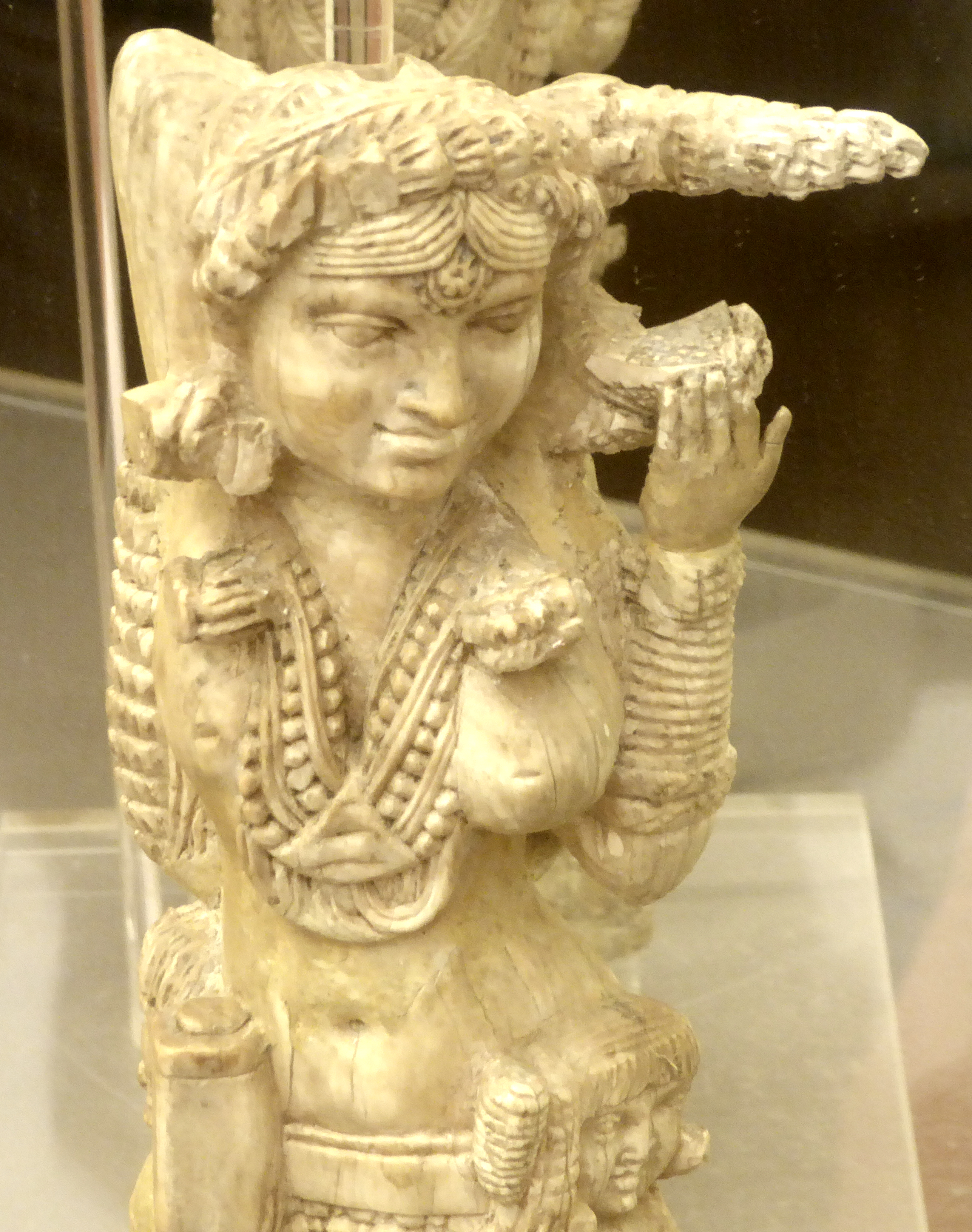
Die Pompeji Lakshmi

Die Casa della Statuetta Indiana (Haus der indischen Statuette) ist ein Wohnhaus in Pompeji (I 8, 4–6), das 1912 und dann von 1938 bis 1939 von Amedeo Maiuri ausgegraben wurde. Das Haus ist vor allem durch den Fund einer indischen Statuette bekannt, der Pompeji Lakshmi, die dem Haus auch seinen heutigen Namen gab.

## Beschreibung
Im Vorderteil des Hauses befinden sich zwei Läden und die Fauces, von denen man in das Atrium mit einem Travertin-Impluvium gelangt. Dort steht noch heute auch ein marmorner Tisch. Dahinter befindet sich das Tablinum, das einst im 4. Stil ausgemalt war. Die Malereien sind heute stark verblasst. Ein Mittelbild mit einer Landschaftsdarstellung wurde aus der Wand geschnitten und befindet sich heute in einem Museum vor Ort. Im hinteren Teil des Hauses befindet sich das Peristyl mit vier Ziegelsäulen. Ein Nebenzimmer besitzt eine Stuckdekoration im 1. Stil. Im Haus fanden sich eine Waage und Gewichte. Die indische Statuette fand sich in den Resten einer Truhe.